# Alagonia
Alagonia este un oraș în Grecia în prefectura Messinia.